# An Affair of Honor
«An Affair of Honor» — американский короткометражный драматический фильм студии Lubin Manufacturing Company.

## Сюжет
Фильм рассказывает о двух женщинах и их поединке на мечах...